# La Raza
"La Raza" är en låt skriven av rappare Kid Frost år 1990. Det är en singel från hans debutalbum Hispanic Causing Panic, och anses vara en av det tidigare framgångsrika latin-hiphop låtarna.